# Xcamal
Xcamal är ett slukhål i Mexiko.   Det ligger i delstaten Yucatán, i den östra delen av landet, 1 000 km öster om huvudstaden Mexico City. Xcamal ligger 19 meter över havet.
Terrängen runt Xcamal är mycket platt. Runt Xcamal är det glesbefolkat, med 16 invånare per kvadratkilometer. Närmaste större samhälle är Muna, 13,6 km söder om Xcamal. I omgivningarna runt Xcamal växer i huvudsak lövfällande lövskog.